# Zodarion abantense
Zodarion abantense är en spindelart som beskrevs av Jörg Wunderlich 1980. Zodarion abantense ingår i släktet Zodarion och familjen Zodariidae. Inga underarter finns listade i Catalogue of Life.